# Jandaia do Sul
Jandaia do Sul este un oraș în Paraná (PR), Brazilia.